# Riesenfelge

Animation der Riesenfelge rückwärts

Die Riesenfelge (oder auch Riesenumschwung) ist eine Turnübung am Reck und am Stufenbarren.
Der Körper der Turner hängt hierbei an der Reckstange bzw. am Stufenbarrenholm und wird in seiner vollen Länge um die Stange geschwungen.
Die Riesenfelge kann rückwärts (Brust voraus), vorwärts (Rücken voraus) und einarmig ausgeführt werden. Bei der Riesenfelge rückwärts halten Turner die Reckstange im Ristgriff (die Unterarme befinden sich hierbei in Pronation), bei der Riesenfelge vorwärts im Kamm-,  Ell- oder Mixgriff.